# Hrabstwo Collier
Hrabstwo Collier (ang. Collier County) – hrabstwo w stanie Floryda w Stanach Zjednoczonych. Obszar całkowity hrabstwa obejmuje powierzchnię 2304,93 mil² (5969,74 km²). Według szacunków United States Census Bureau w roku 2009 miało 318 537 mieszkańców.
Hrabstwo powstało w 1923 roku. Na jego terenie znajdują się obszary niemunicypalne: Ave Maria, Chokoloskee, Coco River, Copeland, Everglades City, Golden Gate, Goodland, Immokalee, Jerome, Ochopee, Vanderbilt Beach.
| Populacja hrabstwa w poprzednich latach | Populacja hrabstwa w poprzednich latach |
| Rok                                     | Liczba ludności                         |
| --------------------------------------- | --------------------------------------- |
| 1980                                    | 85 148                                  |
| 1990                                    | 152 099                                 |
| 2000                                    | 251 377                                 |
| 2005                                    | 307 242                                 |

## Miejscowości
- Everglades City
- Marco Island
- Naples

## CDP
- Chokoloskee
- Golden Gate
- Goodland
- Immokalee
- Island Walk
- Lely Resort
- Lely
- Naples Manor
- Naples Park
- Orangetree
- Pelican Bay
- Pine Ridge
- Plantation Island
- Verona Walk
- Vineyards